# Касур
Касур (урд. قصور) је град у Пакистану у покрајини Панџаб. Према процени из 2006. у граду је живело 297.084 становника.

## Становништво
Према процени, у граду је 2006. живело 297.084 становника.
| 1981.   | 1998.   | 2006.   |
| ------- | ------- | ------- |
| 155.523 | 241.649 | 297.084 |